# Sensitiva
Sensitiva (Mimosa pudica) är en ärtväxtart som beskrevs av Carl von Linné. Enligt Catalogue of Life och Dyntaxa ingår Sensitiva i släktet mimosor och familjen ärtväxter. IUCN kategoriserar arten globalt som livskraftig. Arten förekommer tillfälligt i Sverige, men reproducerar sig inte.

## Underarter
Arten delas in i följande underarter:
- M. p. hispida
- M. p. pudica
- M. p. setosa
- M. p. tetrandra
- M. p. unijuga

## Bildgalleri

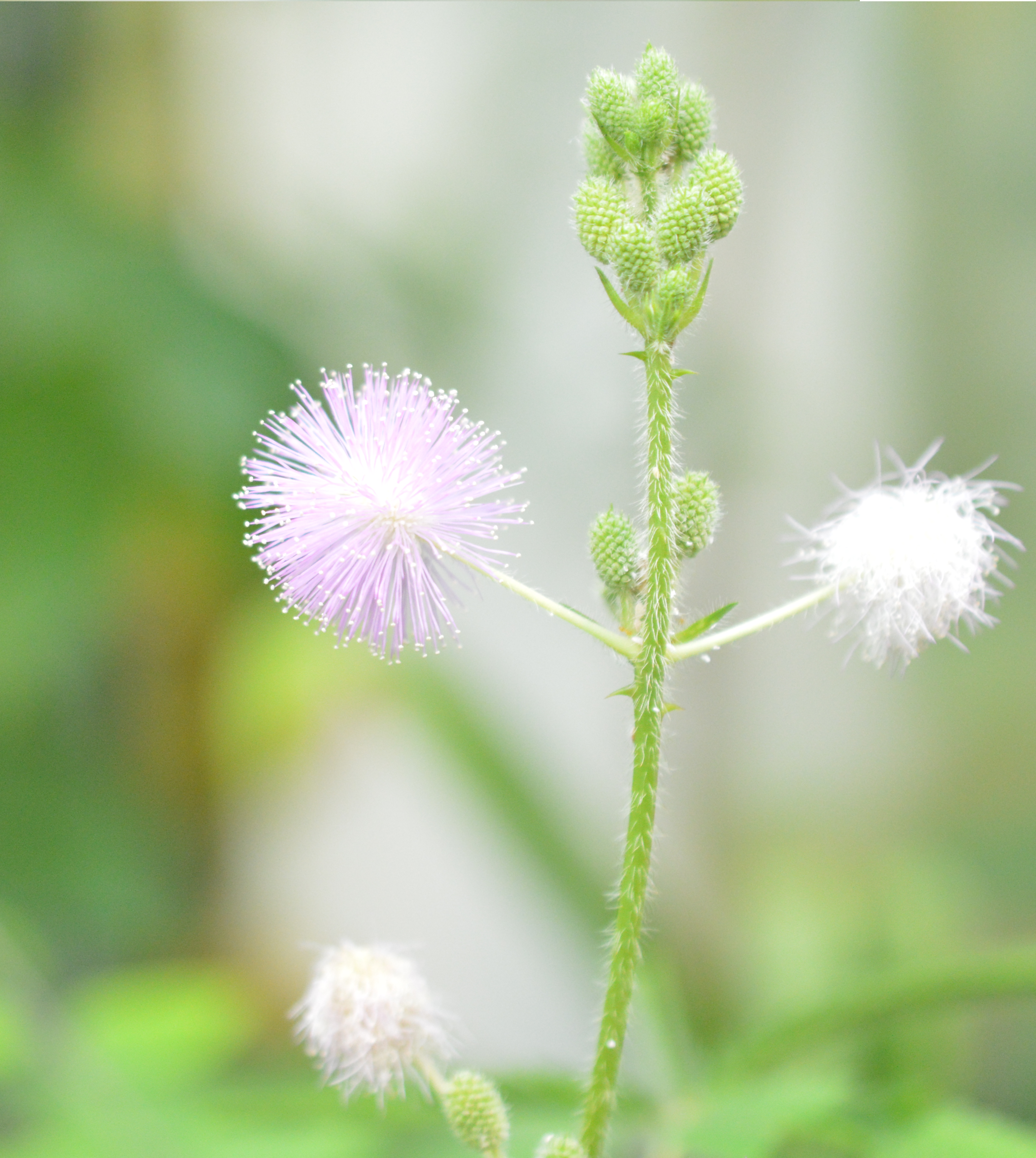
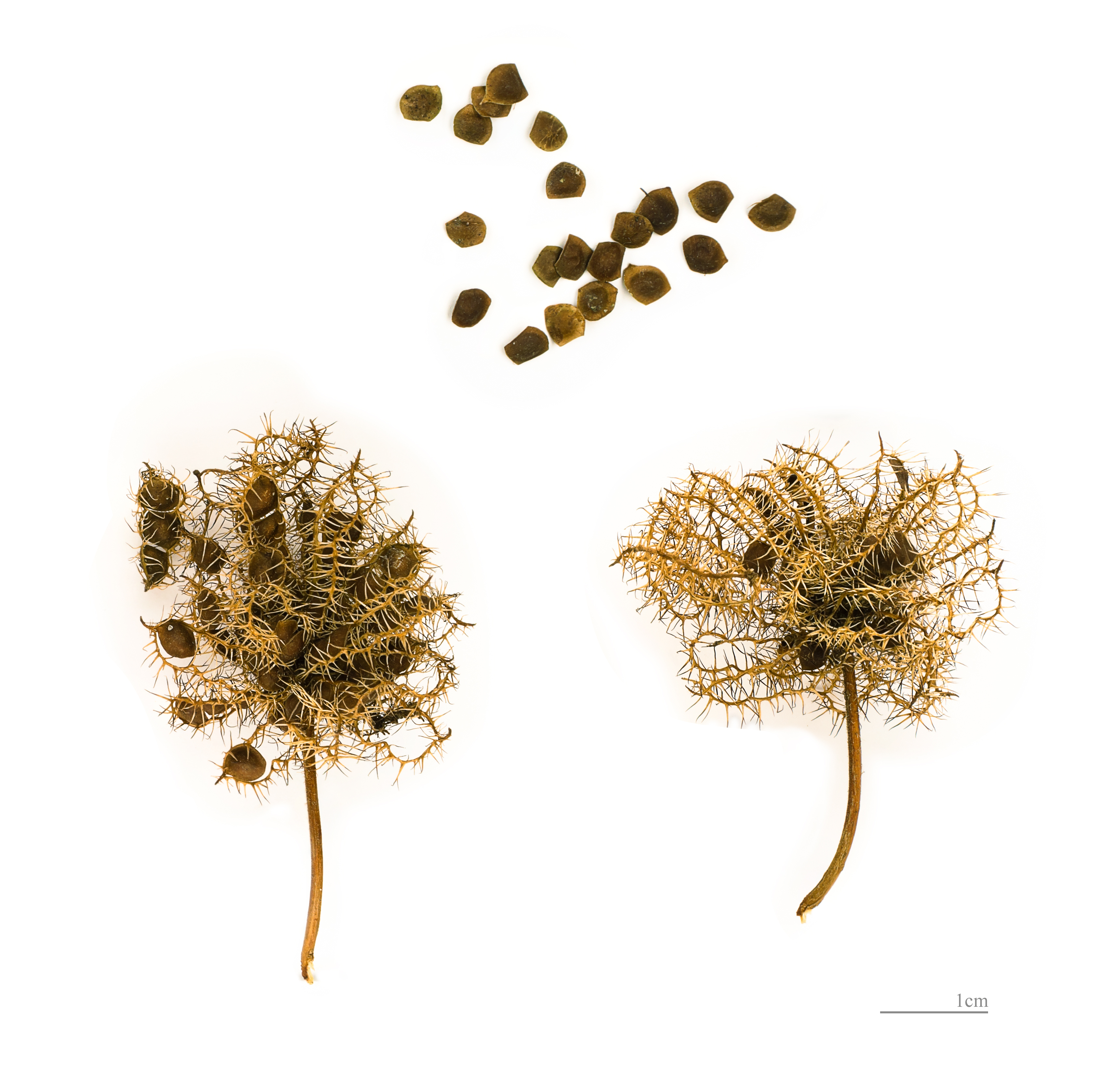
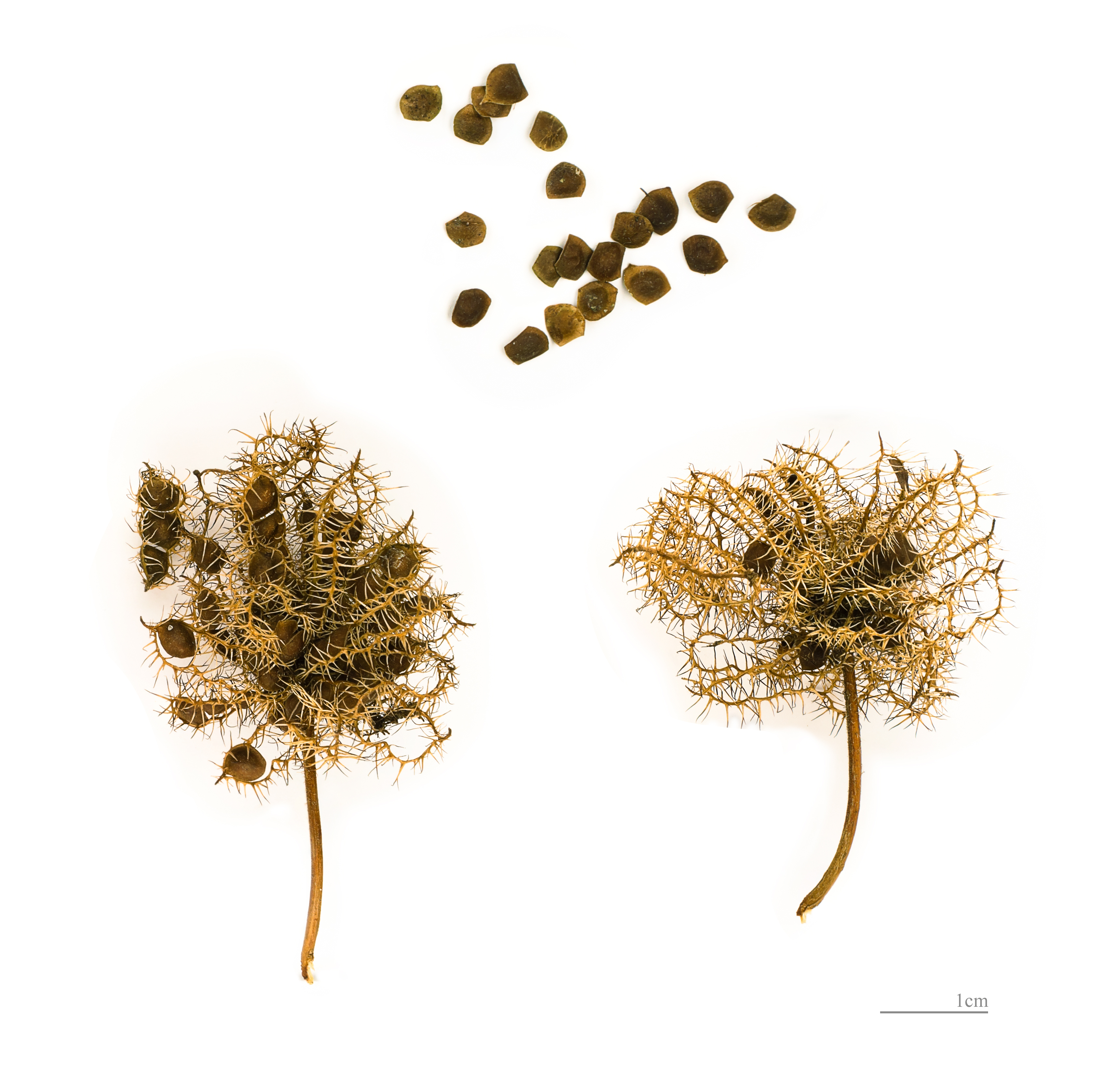
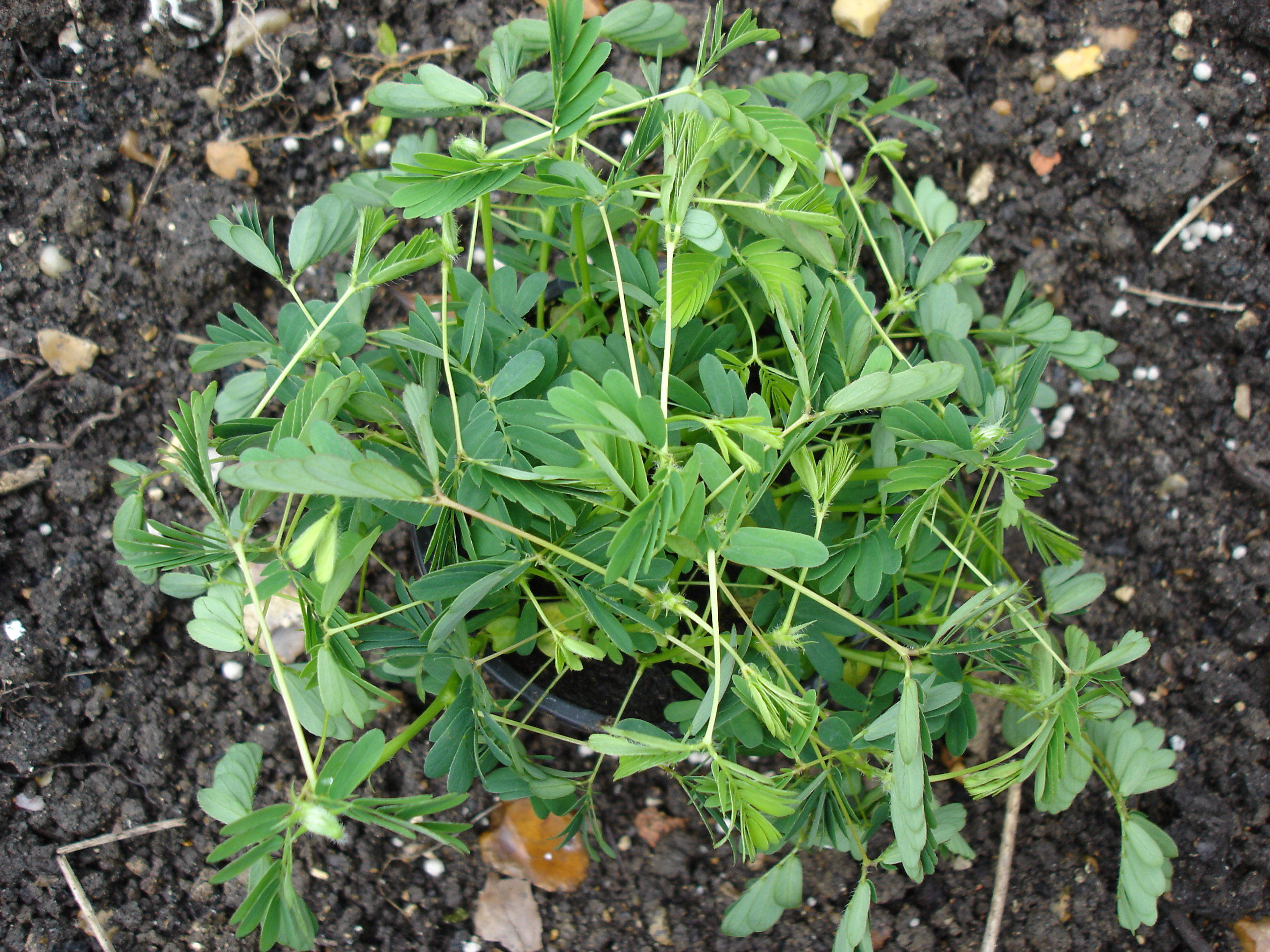
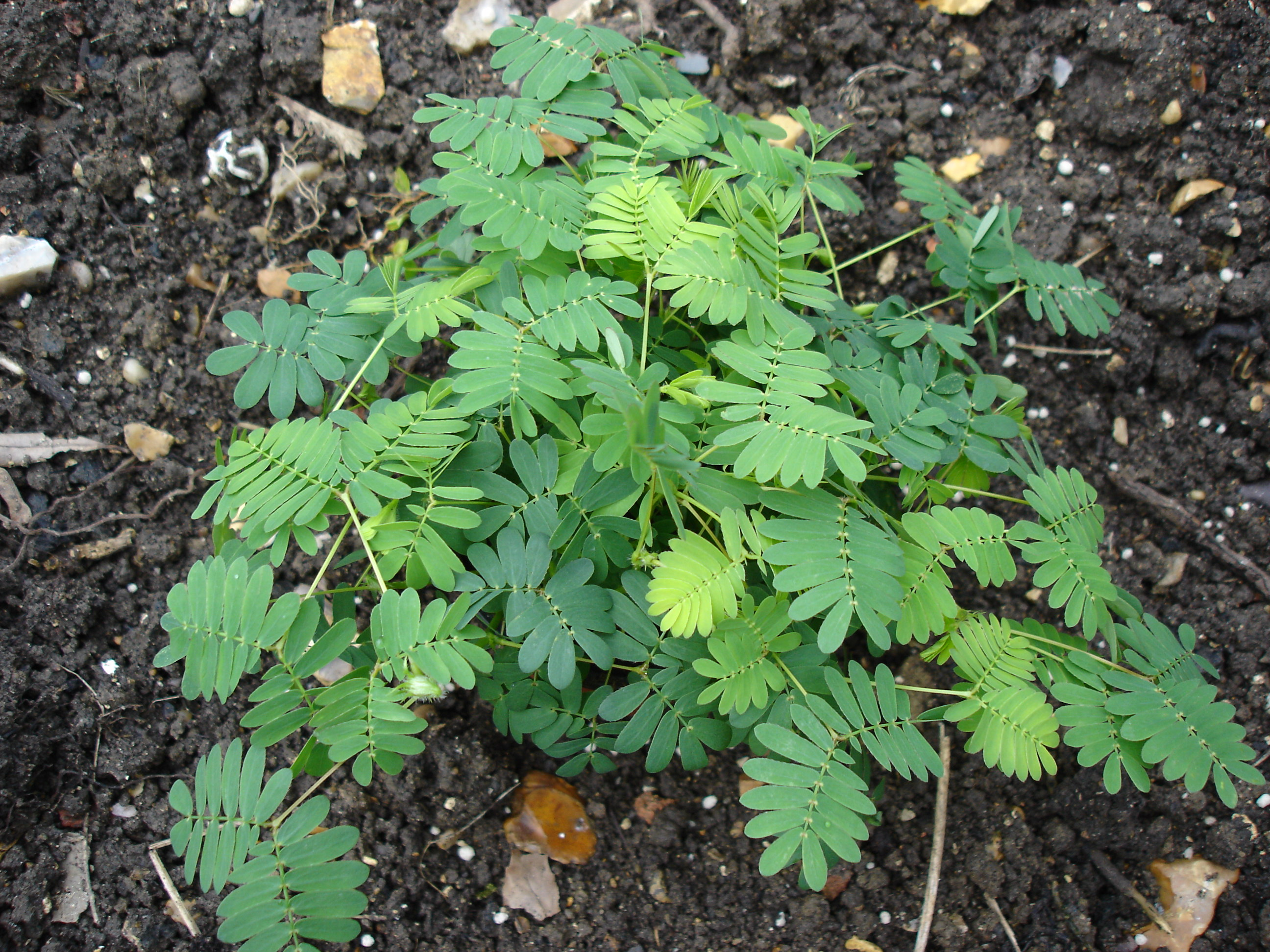